# Cento (báseň)
Cento je báseň vytvořená z veršů nebo jejich částí, které byly převzaté od jiných autorů (především Homéra a Vergilia) a uspořádané do nové formy nebo pořadí. V novém kontextu se mění i jejich smysl a pro docenění básně je nutné, aby čtenář znal původní dílo.

## Etymologie
Latinské slovo cento (-nis, m) je odvozené od řeckého κεντρόνη, které původně znamenalo deku sešitou z útržků různých látek.

## Historie
Centonární básně v latinském jazyce vznikají již koncem 2. století n. l., ale spolehlivě datované pocházejí až z 4. a 5. století. Z období pozdní antiky se jich zachovalo celkem šestnáct. 
Autorem nejstaršího a jediného dramatického centonu Médea je podle Tertulliana Hosidius Geta, který žil na přelomu 2. a 3. století n. l.
Ausonius (310–395) komentoval formu a obsah vergiliánského centonu a podle svých pravidel sestavil Cento nuptialis (Svatební cento).
Faltonia Betitia Proba (352–384) složila rozsáhlé Cento Vergilianus de laudibus Christi, kde v 700 verších líčí příběhy Starého a Nového zákona.
Ve středověku zájem o cento upadá, jeho obliba vzrůstá opět v humanismu, centonární techniku používali v 16. a 17. století také čeští autoři.
Z moderní literatury obsahuje prvky centonu například báseň The Waste Land (Pustina) T. S. Eliota (1888–1965), který v ní cituje pasáže z děl Vergilia, Homéra, Shakespeara a dalších autorů.